# Wilhelm Lubosch
Wilhelm John Lubosch (* 28. März 1875 in Berlin; † 16. Februar 1938 in Gundelsheim (Württemberg)) war ein deutscher Anatom (Mediziner und Zoologe) und Morphologe.

## Werdegang und Leistung
Wilhelm Lubosch wurde im Frühjahr 1875 als Sohn des jüdischen Kaufmanns und Fabrikbesitzers Simon Lubosch (1842–1902) und dessen Ehefrau Fanny (geb. Sternfeld) geboren. Nach dem Abitur am Königsstätter Gymnasium 1893 absolvierte er ein Medizinstudium in Berlin, wo er bei Heinrich Wilhelm Waldeyer mit einer Dissertation über die vergleichende Anatomie der Wurzeln des 11. Gehirnnerven promoviert wurde. Nach drei Jahren Assistenz bei Carl Hasse an der Universität Breslau ging Lubosch als Assistent von Friedrich Maurer (1859–1936) nach Jena, u. a. zu Albert von Kölliker, Hermann Braus und Ernst Haeckel, habilitierte sich (Privatdozent, 1902) und wurde hier 1907 Titular-Professor. Als solcher wechselte er 1912 nach Würzburg, wo er 1916 (noch als Soldat „im Felde stehend“) zum außerordentlichen, 1921 zum ordentlichen Professor für Topographische Anatomie (als Nachfolger Oskar Schultzes) ernannt wurde – und bis zum Tode blieb. Ab 1925 war Lubosch Vorstand der Abteilung für topographische und angewandte Anatomie. Von da an wirkte mit ihm Hans Petersen am Würzburger Anatomischen Institut, wo er bis zum Jahr 1935 tätig war. In den Folgejahren widmete er sich insbesondere der Herausgabe des Handbuchs der vergleichenden Anatomie.
Lubosch war aktives Mitglied der Goethe-Gesellschaft.
Wilhelm Lubosch starb am 16. Februar 1938 im Alter von 62 Jahren an den Folgen eines Herzinfarkts. Ein Nachruf auf Lubosch erschien erst nach dem Zweiten Weltkrieg durch den damaligen Schriftführer der Anatomischen Gesellschaft, Heinrich von Eggeling (1869–1954).

## Familie
Während seiner Jenaer Zeit hatte Lubosch am 8. August 1911 in Weimar die 1882 in Dorpat geborene Else Raehlmann geheiratet, eine Tochter des Ophthalmologen und ehemaligen Professors an der Universität Dorpat, Eduard Raehlmann (1848–1917). Aus dieser Ehe ging 1912 der Sohn Richard Lubosch hervor, der Schiffsbauingenieur wurde und 1946 an den Folgen eines Hirntumors starb.

## Werk

### Morphologie
Lubosch ist ein Vertreter der vergleichenden Anatomie und der Morphologie. Er leistete unter anderem bedeutende Beiträge zur Mikroanatomie des Bewegungsapparats (1910, 1937).
Dank seinem steten Interesse an den theoretischen Grundlagen der vergleichenden Anatomie befasste er sich mit der Morphologie im Sinne von Goethe als einer Wissenschaft, die Gesetzmäßigkeiten ohne Kausalanalysen aufdeckt (vgl. Lubosch 1918a, 1919; vgl. auch seine Geschichte der vergleichenden Anatomie im Band I des Handbuchs, 1931. S. 3-76).
Lubosch gab gemeinsam mit Louis Bolk (Amsterdam; 1845–1930), Ernst Göppert (Marburg; 1866–1945) und Erich Kallius (Heidelberg; 1867–1935) das siebenbändige Handbuch der vergleichenden Anatomie der Wirbeltiere heraus. Dieses im Urban & Schwarzenberg Verlag in den Jahren 1931 bis 1939 erschienene Werk umfasste insgesamt 6380 Seiten. Lubosch galt hierbei als Spiritus rector dieses Unternehmens, welches als letzter Versuch einer umfassenden Gesamtdarstellung anzusehen ist. Der umfangreichste Beitrag erschien im zuletzt fertiggestellten (V.) Band von Lubosch selbst: über die Kopfmuskeln (1938). Nur der Indexband erschien posthum.
Doch kam es bei all den „letzten Morphologen“ wie Jan Versluys, Wilhelm Marinelli nie zum klaren Systematisieren ihrer Positionen – Marinelli etwa erwähnte die Sache bloß gelegentlich in einer Vorlesung.
Unter den Heutigen war Rupert Riedl (2006) der Einzige, der den Verlust dieser Morphologie empfand und knapp vor seinem Tod noch bedauerte.

#### Theoretische Probleme
Als vergleichender Anatom war Lubosch mit einigen Fragen fast lebenslang befasst – eine lautete: „Wie ist es zur Bildung des Squamosodentalgelenks der Säugetiere gekommen?“ Alle anderen Wirbeltiere haben ja, sofern sie Kiefermäuler sind, ihr Kiefergelenk zwischen Quadratum und Articulare (dieses Gelenk besteht weiter, aber beim Menschen im Mittelohr). Lubosch glaubte, das neue Gelenk wäre vielleicht schon bei „fischartigen Säuger-Ahnen“ aufgetreten, und zwar zuerst zwischen Knorpelstücken am Unterkiefer im Ligamentum primordiale (= Lig. maxillomandibulare posterius), das Lubosch eben im Hinblick auf den ,Ursprung’ (primordium) des neuen Kiefergelenks so benannte. Diese Theorie war zwar falsch, aber man verdankt ihr eine Reihe von wichtigen Publikationen zur trigeminusinnervierten Muskulatur der Knochenfische (gipfelnd 1929). Lubosch (1923a) entdeckte auch als scheinbare Stütze der Theorie die Streptognathie bei Seepapageien (die also ein intramandibulares Gelenk zusätzlich zwischen Dentale und Articulare haben) – es ist somit ersichtlich, dass auch ein in sich beweglicher Unterkiefer zu kräftigem Beißen taugen kann. Allerdings ging Lubosch auf funktionelle Einzelheiten, die ihm die Unhaltbarkeit seiner Theorie vor Augen geführt hätten, gar nicht ein – mit der Erklärung: „Es gibt ohnehin viel mehr Formen als Funktionen.“ Wer so denkt, kann freilich dem Darwinismus nicht allzu viel abgewinnen – er fasst die belebte Natur als Bereich des ungerichteten Luxurierens zweckfreier Gestaltungskräfte auf. Lubosch war aber weder erklärter Vitalist noch Orthogenetiker; den damals auch noch verbreiteten Holismus (Hans Bökers) lehnte er ausdrücklich ab mit dem treffenden Satz „Das Ganze existiert real; aber erkennbar ist es nur in den Relationen seiner Teile“, selbst wenn (mit Aristoteles) „das Ganze vor den Teilen ist“.
Die Frage nach der Genese des sekundären Kiefergelenkes beschäftigte schon idealistische Morphologen; hingegen ist das folgende Problem erst infolge Darwins Abstammungslehre aufgetaucht.
Schon in den drei (z. T. infolge Einberufung) vorläufigen Veröffentlichungen zur Trigeminusmuskulatur der Fische erwähnt Lubosch (bes. 1917) mehrfach seine neue, dem Herkömmlichen völlig entgegengesetzte Sicht auf die Verwandtschaft der Taxa: durch „Polyphylie“. „Verdacht“ geschöpft hatte er wohl schon bei der Arbeit an der Dissertation, da sich die Gestaltungen des Nervus accessorius Willisii nicht auf eine einfache Primitivform zurückführen ließen. Und bei seinen myologischen Untersuchungen sei er immer wieder auf Merkmale gestoßen, die man gemeinhin als Konvergenzen deutet. Da er aber funktionelle Unterschiede ohnehin geringachtete, kam er auf die heute fast absurd scheinende Idee, diese „Konvergenzen“ müssten Hinweise auf echte Verwandtschaft (gemeinsame Abstammung) sein. Zwar gäbe es rezent, so weit bekannt, keine Belege oder Hinweise auf phyletische „Verwandtschaft übers Kreuz“, aber für bestimmte zurückliegende Zeiten sei mit dieser Möglichkeit zu rechnen, wenn uns auch ihre Verursachung noch gänzlich unverständlich sei. In solchen „Mutationsperioden“ (Zeiten des Labilwerdens von Arten) sei noch die Möglichkeit fruchtbarer Kreuzungen trotz bereits „eingeleiteter“ erbgleicher Sonderung [Isolation] von Individuengruppen [Populationen] der Arten anzunehmen. Diese Kreuzungen, denen dann eine Nachkommenschaft mit mannigfachen neuen, konstanten Merkmals-Kombinationen entwüchse, könnten die Erklärung „für die so oft im Tierreich beobachteten Erscheinungen, dass das gleiche Merkmal sich in verschiedenen Arten und Ordnungen vorfindet und dass eine Art oder Ordnung Merkmale in sich vereinigt, die bei anderen Arten isoliert vorkommen“ geben (Lubosch 1920a).
Auf diese Weise wollte Lubosch etwa das Auftreten von „Hai-Merkmalen“ bei Teleosteern deuten oder z. B. die Muskelportion A1β in der Kaumuskulatur von Zoarces, den er zu den Blennioiden zählte, während der Muskel sonst nur bei Gadoiden zu finden sei. Die bekannte Erscheinung, dass Insektenlarven mitunter einer anderen Taxonomie „folgen“ als die zugehörigen Imagines, gehöre ebenso hierher. Systematisch belegen wollte Lubosch (1920a) seine neue Theorie, die er – im Gegensatz zur Darwinschen Deszendenzlehre – provokant als „Aszendenztheorie“ bezeichnete, durch eine Studie an den Steinheimer Schnecken. Es handelt sich hier um ein reiches Material von kleinen Tellerschnecken (Gyraulus) aus dem fossilen See des Steinheimer Meteoritenkraters, der etliche hunderttausend Jahre Bestand hatte und daher phylogenetische Serien bieten kann. Hierbei kommt aber alles auf die Interpretation an – an demselben Material hatte immerhin Franz Hilgendorf (1866) schon einen ersten „Beweis“ der Deszendenztheorie geführt! (Formal begründet Lubosch seine „Aszendenz“ ganz unlogisch mit der rückwärts in Zweierpotenzen pro Generation zunehmenden Zahl leiblicher Ahnen, was ja automatisch recht bald zur Artgrenzen-Überschreitung führen „müsse“.)
1929 wird die „Verwandtschaft übers Kreuz“ oder [reale] Polyphylie (bei den Knochenfischen) noch erörtert, danach trat sie offenbar infolge der Herausgeberarbeit am Handbuch in den Hintergrund – ob sie Lubosch aber je ganz aufgegeben hat, bleibt ungewiss. Bis heute wird sie bei Esoterikern und Darwinismusgegnern diskutiert.

### Omniserenz
Lubosch wirkte in einer Zeit, die noch stark von einem mechanistischen Denken geprägt war. So wurde das Aufeinanderzubewegen zweier Skelettteile gewissermaßen als eine mathematische Rechnung verstanden. Wichtige Zeitgenossen und Vertreter dieser sogenannten „funktionellen Anatomie“ waren beispielsweise Rudolf Fick und Hans Strasser. Lubosch erkannte hingegen als Erster die „Omniserenz“ (der Ansatz rundum) als das wesentliche Prinzip der Muskeln an.

### Engagement in der Lehre
Neben seiner langjährigen Tätigkeit als Hochschullehrer beteiligte sich Wilhelm Lubosch an der damals geführten Debatte über die Bedeutung der Anatomie im Rahmen der medizinischen Ausbildung (1920 b). Hierbei verstand Lubosch es als „Aufgabe der deutschen Universitäten […] nicht nur die Kenntnis des nackten Stoffes zu vermitteln, sondern auch die wissenschaftlichen Zusammenhänge, in denen er sich befindet, darzustellen […]“ (Wiedergabe aus dem Vorwort des 1925 erschienenen Werkes Grundriss der wissenschaftlichen Anatomie).
Ferner übernahm Lubosch die Herausgabe des Atlas der topographischen Anatomie von Oskar Schultze (Abbildungen dieses Werks wurden später in dem bekannten Buch von Johannes Sobotta abgedruckt) sowie die 2. Auflage des Werkes Grundriss der mikroskopischen Anatomie von Alfred Brauchle (weitere Auflagen wurden durch Hermann Voss und dessen Schüler vorgenommen).

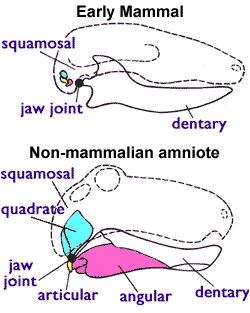
Schematische Darstellung der Entstehung des sekundären Kiefergelenks der Säuger. Mesozoische Cynodontia mit sehr großem Dentale, winzigem Articulare usw. (die zu den Gehörknöchelchen werden) waren zu Zeiten Luboschs schon bekannt – aber als Mediziner hatte er zur Paläontologie kaum Bezug. – Beachte, dass im angloamerikanischen Schrifttum „Articulare“ und „Angulare“ gegenüber dem mitteleuropäischen Verständnis lange vertauscht verwendet wurden.

## Rezeption
Insgesamt wirkte Wilhelm Lubosch in einer umbruchshaften Zeit, was auch für sein Fachgebiet, die Anatomie, mit großen Folgen versehen war. Besonders bemerkenswert ist sein offenes Eintreten für eine „humanistische“ Bildung in den Naturwissenschaften (1920c). Für sein eigenes Denken galt ihm die Antike als Vorbild ohne Vorherrschen des Kausalitätsprinzips.
Insbesondere mit seinem Buch Grundriss der wissenschaftlichen Anatomie versuchte Wilhelm Lubosch, dieses Fachgebiet der Humanmedizin mitzugestalten. Da die Lehre in der Anatomie in diesen Jahren jedoch auf ihre klinische Anwendbarkeit fokussiert wurde, fand es insgesamt eine eher kritische Aufnahme in der Fachwelt.
In seinem Spezialgebiet, der Morphologie, d. h. der „klassischen“ Betrachtung von Anatomie als Phänomenologie, kann das von ihm herausgegebene Handbuch bis heute als ein Standardwerk betrachtet werden. Zu Lebzeiten, als Anatomie in wissenschaftlicher Hinsicht verstärkt von experimentellen Ansätzen geprägt wurde, erfuhr Lubosch hierzu insgesamt jedoch nur eine geringe Resonanz. Sein Handbuch der Morphologie wurde von Hermann Hoepke in der Zeitschrift für Anatomie und Entwicklungsgeschichte durchaus wohlwollend besprochen. Weitere Vertreter der Morphologie grenzten sich später deutlich von Luboschs wissenschaftlichem Werk ab. So sagte der Anatom Dietrich Starck in einem Interview: „Ja, ich wende mich vor allem gegen die Forderung yon Lubosch physiologische Betrachtungen aus der morphologischen Analyse zu verbannen; es ist Ausdruck eines extremen Platonismus. Deshalb verstehe ich meine Arbeiten auch als deutliche und logisch begründete Absagen gegen die reine Idealistische Morphologie.“
Für die geringe Resonanz zu seinen Lebzeiten sind verschiedene Faktoren zu berücksichtigen:
So war die politische Lage in Deutschland für Anti-(Neo-)Darwinisten wie Lubosch wohl nicht ersprießlich. Das Deutsche Reich förderte zwar sonst eine speziell „Deutsche Wissenschaft“, aber auf dem Gebiet der Biologie war man durchaus im darwinistischen Fahrwasser, sieht man einmal von der völkisch-sozialdarwinistischen Rassenlehre („Volk ohne Raum“ u. dgl.) ab, und bekämpfte alle (im weitesten Sinn) „lamarckistischen Abweichler“.
Zudem war Lubosch jüdischer Abstammung, wobei über sein Wirken während der Zeit des Nationalsozialismus nur wenig bekannt ist. Seine Teilnahme an dem Würzburger Treffen der Anatomischen Gesellschaft im Jahr 1934 ist fotografisch belegt. Zudem sind Schriftwechsel mit Heinrich von Eggeling und Ernst Kallius erhalten.
Ferner mögen wissenschaftliche und wohl auch persönliche Diskrepanzen, beispielsweise zum Biologen Hans Böker oder zu den Schülern der von Hermann Braus vertretenen „Biologischen Anatomie“, hierbei eine Rolle gespielt haben. In den Schriften seiner Würzburger Kollegen Curt Elze und Hans Petersen finden sich keinerlei Referenzen auf Wilhelm Lubosch.
So brachte Lubosch auch seine Ablehnung einer (auf die am Ende des 18. Jahrhunderts wirkenden Anatomen Camper und Soemmering zurückgehende) „Rassenanatomie“ in einem veröffentlichten Vortrag über „Individual- und Durchschnittsanatomie“ (1922) zum Ausdruck.

## Ehrungen und Auszeichnungen
1912 erhielt Wilhelm Lubosch den Carus-Preis der Leopoldina.

## Zitate
„Wäre die Anatomie nicht Wissenschaft von etwas Lebendigem, so würde sich alle Morphologie in Stereometrie, alle Ätiologie in Mechanik auflösen lassen.“

„Wer die Geschichte der vergleichenden Anatomie vorträgt, hat zwei Aufgaben zu lösen. Er muß darstellen, woher die Ideen, in deren Dienst die Wissenschaft steht, ihren Ursprung genommen haben, und er muß schildern, in welcher Reihenfolge und unter welchen Umständen der Tatsachenschatz erworben worden ist, über den wir heute in der vergleichenden Anatomie verfügen. Gehen wir dem Ursprung der Ideen nach, so werden wir auf die Quelle geführt, aus der so viel Erhabenes und Schönes unserer Kultur überhaupt stammt: auf das klassische griechische Altertum […] Dem griechischen Genius […] war es beschieden aus der Betrachtung der organischen Natur zur Entwicklung der tiefsten, bis heute nicht erschöpfend beantworteten, ja eigentlich unbeantwortbaren Fragen zu gelangen.“

## Schriften (Auswahl)
- Die vergleichende Anatomie des Accessoriusursprunges. Schade, Berlin 1898 (Dissertation). Erweiterte Fassung: Vergleichend-anatomische Untersuchungen über den Ursprung und die Phylogenese des N. accessorius Willisii. In: Archiv für mikroskopische Anatomie. Band 54, 1899, S. 514–602.
- Über die Nukleolarsubstanz des reifenden Tritoneneies nebst Betrachtungen über das Wesen der Eireifung. G. Fischer, Jena 1902 (Habilitationsschrift).
- Über die Geschlechtsdifferenzierung bei Ammocoetes. In: Verhandlungen der Anatomischen Gesellschaft. Band 17, 1903.
- Die Entwicklung und Metamorphose des Geruchsorgans von „Petromyzon“ und seine Bedeutung für die vergleichende Anatomie des Geruchsorgans. In: Jena. Z. Naturwiss. Band 40, 1905, S. 95–148.
- Über den Meniscus im Kiefergelenk des Menschen. In: Anat. Anz. Band, 29, 1906, S. 417–431.
- Über Variationen am Tuberculum articulare des Kiefergelenkes des Menschen und ihre morphologische Bedeutung. Morph. Jb. 35 (1906b): 322 ff.
- Vergleichende Anatomie der Sinnesorgane der Wirbeltiere. Teubner, Leipzig 1910.
- Bau und Entstehung der Wirbeltiergelenke: eine morphologische und histogenetische Untersuchung. Ge. Fischer, Jena 1910.
- Einige Betrachtungen über den Wert morphologischer Ausbildung für den Mediziner. Sonderdruck aus Münchner Medizinische Wochenschrift. 1912 (Lehmann).
- Über den Würzburger Anatomen Ignaz Döllinger, eingeleitet und abgeschlossen durch Erörterungen über Schopenhauers Evolutionismus. In: Jahrbuch der Schopenhauer-Gesellschaft. Band 4, 1915, S. 105–127.
- Die Kaumuskeln der Knochenfische: „ligamentum maxillomandibulare“. Wesen der Streptognathie und Genese des Squamosodentalgelenkes (= Vergleichende Anatomie der Kaumuskeln der Wirbeltiere in fünf Teilen. Teil 2). In: Jena. Z. Naturwiss. Band 54, 1917: S. 276–332.
- Der Akademiestreit zwischen Geoffroy St.-Hilaire und Cuvier im Jahre 1830 und seine leitenden Gedanken. In: Biologisches Zentralblatt. Band 38, 1918, S. 357 ff.
- Neue Ergebnisse in der Erforschung des Aufbaues der Trigeminusmuskulatur. Kabitzsch, Würzburg 1918.
- Was verdankt die vergleichend-anatomische Wissenschaft den Arbeiten Goethes? Verl. d. Goethe-Ges., Weimar 1919.
- Das Problem der tierischen Genealogie. Nebst einer Erörterung des genealogischen Zusammenhanges der Steinheimer Schnecken. In: Arch. mikrosk. Anat. Band 94, 1920, S. 459–499.
- Das Problem der Form als Gegenstand der anatomischen Wissenschaft und die Aufgaben einer Reform des anatomischen Unterrichts. G. Fischer, Jena 1920.
- Die Bedeutung der humanistischen Bildung für die Naturwissenschaften. Vortrag gehalten in der Ortsgruppe Würzburg der Vereinigung der Freunde des Humanistischen Gymnasiums. Jena (G. Fischer) 1920c
- als Hrsg.: Ignaz Döllinger: Betrachtungen über das Wesen der deutschen Universitäten. Nitribitt, Würzburg 1819; Neudruck, hrsg. von Wilhelm Lubosch, Kabitzsch & Mönnich, Würzburg 1920.
- Nachruf auf Oskar Schultze, gehalten in der Gedächtnissitzung der Physikalisch-medizinischen Gesellschaft zu Würzburg am 2. Dezember 1920. In: Verhandlungen der Physikalisch-Medizinischen Gesellschaft zu Würzburg. Neue Folge, Band 46, 1921, S. 19–45.
- Durchschnittanatomie und Individualanatomie (Vortrag). G. Fischer, Jena 1922.
- Carl Gegenbaur. Lebensläufe aus Franken. II, 1922, S. 144–157.
- Emil Selenka, ein Gedenkblatt zur achtzigsten Wiederkehr seines Geburtstages am 27. Februar. In: Naturwissenschaften. Band 10, 1922, S. 179–181.
- Oskar Schultze: Atlas und kurzgefasstes Lehrbuch der topographischen und angewandten Anatomie. J. F. Lehmanns Verlag, München.- 3. umgearb. Aufl. von Wilhelm Lubosch, 1922d. archive.org 4. Aufl. 1936.
- Der Kieferapparat der Scariden und die Frage der Streptognathie. In: Anatomischer Anzeiger. Band 57, 1923, Supplement, S. 10–29.
- Normale Entwicklungsgeschichte der weiblichen Geschlechtsorgane des Menschen. In: Biologie und Pathologie des Weibes. Herausgegeben von Halban und Seitz. Band I. Berlin (Urban & Schwarzenberg) 1923b
- Die Bildung des Markknochens beim Hühnchen und bei Säugetieren und das Wesen der endochondralen Ossifikation in historischer Betrachtung. Morph. Jb. 53 (1924a): 49–93
- August Rauber. Sein Leben und seine Werke. In: Anatomischer Anzeiger. Band 58, 1924, S. 129–138, 142–148 und 170–174.
- Ignaz Döllinger. In: Lebensbilder aus Franken III. 1927, S. 79–95.
- Grundriss der wissenschaftlichen Anatomie zum Gebrauch neben jedem Lehrbuch der Anatomie für Studierende und Ärzte. G. Thieme, Leipzig 1925. (Englische Ausgabe: Outlines of scientific anatomy for students of biology and medicine, designed to supplement the usual textbook teaching. Bale, London 1928)
- (Vergleichende Anatomie der Kaumuskeln der Wirbeltiere. II. Teil, Ende.) Die Kaumuskeln der Teleosteer. Morph. Jb. 61 (1929): 49–220
- Alfred Brauchle: Grundriss der normalen Histologie und mikroskopischen Anatomie. Leipzig (G. Thieme) 1925, hg. von W. Lubosch.- 2. verbess. Aufl. hg. von W. Lubosch 1930.
- Untersuchungen über die Visceralmuskulatur der Sauropsiden. Morph. Jahrb. 72 (1933): 584–666.
- Muskel und Sehne. Leipzig (Akad. Verlagsges.) 1937
- Allgemeine Fragen, die sich an meine Darstellung der Viszeralmuskeln im Handbuch der Vergleichenden Anatomie der Wirbeltiere (Band V, 1938) anschließen. Morph. Jb. 83 (1939): 163–174.

### Nachrufe
- H. v. Eggeling: Wilhelm Lubosch 1875–1938. Anatomische Nachrichten 1 (1/3), 1949, S. 27–45.

### Sekundärliteratur
- Peter Schättin: Das Anatomische Institut in Würzburg von 1897–1925. Dissertation. Würzburg 1977.
- H.-G. Münch: Das anatomische Institut in Würzburg von 1925–1966. Dissertation. Würzburg 1978.
- S. Grundmann: Der Anatom Erich Kallius (1867–1935) „...ein Lehrer von ungewöhnlichem Erfolg.“ Leben, Werk und Hochschulkarriere vom Kaiserreich bis zum Dritten Reich. Dissertation. Greifswald 2008.